# 費爾希河
49°02′53″N 10°58′00″E / 49.047939°N 10.966544°E
費爾希河（德語：Felchbach）是德國巴伐利亚州的河流，位於該國東南部，屬於班策河的左支流，河道全長15.4公里，流域面積40.1平方公里。